# Cooper-Nunatak
Der Cooper-Nunatak ist ein großer und rund 1500 m hoher Nunatak in der antarktischen Ross Dependency. An der Ostseite der Brown Hills in den Cook Mountains ragt er 8 km nördlich des Diamond Hill auf.
Teilnehmer einer von 1962 bis 1963 dauernden Kampagne der neuseeländischen Victoria University’s Antarctic Expeditions kartierten ihn. Namensgeber ist der Geologe Roger A. Cooper, der an der von 1960 bis 1961 dauernden Kampagne dieser Expeditionsreihe teilgenommen hatte.